# Windpark Wybelsumer Polder

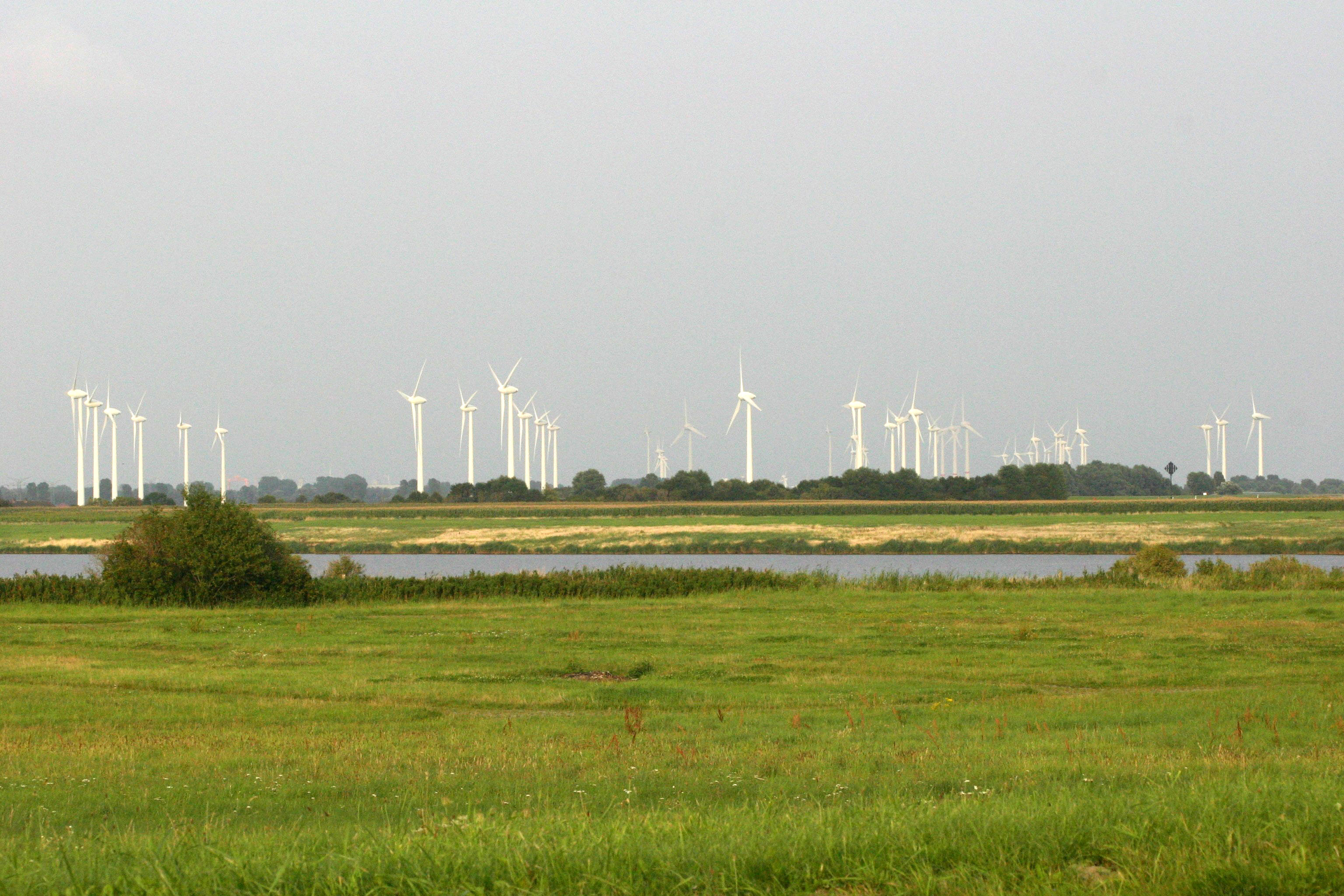
Der Windpark aus Richtung Westen gesehen

Der Windpark Wybelsumer Polder liegt im gleichnamigen Stadtteil im Westen der Stadt Emden in Ostfriesland am Nordufer der Ems. Insgesamt stehen auf 380 Hektar Fläche 54 Windenergieanlagen. Der Windpark gehörte nach Betreiberangaben mit 70 Megawatt einmal zu den größten auf dem Land gebauten Windparks in Europa.

## Informationen
Die offizielle Inbetriebnahme des Windparks erfolgte am 18. September 2002 durch den damaligen niedersächsischen Ministerpräsidenten Sigmar Gabriel. Zum Zeitpunkt der Inbetriebnahme war der Windpark der größte in Europa.
Seit dem 18. September 2001 betreiben die Firmen Windpark Wybelsumer Polder GmbH & Co. KG, die EWE Aktiengesellschaft, die Stadtwerke Emden GmbH sowie die Enercon GmbH den Windpark mit 42 Anlagen der Firma Enercon; bei den Anlagen handelt es sich um Anlagen des Typs Enercon E-66/15.66 und um eine Anlage des Typs Enercon E-66/18.70.
Des Weiteren stehen dort fünf Tacke-Windenergieanlagen, fünf Enercon-E-40/5.40- und zwei Enercon-E-112/45.114-Windenergieanlagen, letztere mit jeweils 4,5 MW Nennleistung und zwei Enercon E-112/60.114-Windenergieanlagen, letztere mit jeweils 6,0 MW Nennleistung. Im Oktober 2006 brannte eine Anlage des Typs Enercon E-66 15.66 ab, sie wurde im Dezember 2007 durch eine neue Enercon E-82 von Enercon ersetzt. Eine weitere Enercon E-66 15.66 wurde Anfang 2008 demontiert und durch eine neue Enercon E-82 ersetzt. Im Jahr 2009/2010 wurde eine Enercon E-126 EP8 7.58 im benachbarten Larrelter Polder errichtet als Ersatz für eine Tacke TW 1.5i. Für den laufenden Betrieb des Windparks sind zwei festangestellte Mitarbeiter und zwei jeweils zweiköpfige Enercon-Service-Teams zuständig.

### Tabellarische Übersicht der verwendeten Windkraftanlagen
| Anlagentyp                     | Anzahl | Baujahr   | Gesamthöhe | Rotordurchmesser | Nabenhöhe | Leistung | Betreiber                       | Koordinaten | Bemerkungen            |
| ------------------------------ | ------ | --------- | ---------- | ---------------- | --------- | -------- | ------------------------------- | ----------- | ---------------------- |
| Enercon E-126 EP8 7.58         | 1      | 2009/2010 | 198,5 m    | 127 m            | 135 m     | 7580 kW  | SWE                             |             |                        |
| Enercon E-112/60.114           | 2      | 2005      | 180 m      | 114 m            | 124 m     | 6000 kW  | SWE (1 Anlagen), EWE (1 Anlage) |             |                        |
| Enercon E-112/45.114           | 2      | 2004      | 180 m      | 114 m            | 124 m     | 4500 kW  | SWE                             |             |                        |
| Enercon E-112/45.114 Nearshore | 1      | 2005      | 165 m      | 114 m            | 108 m     | 4500 kW  | EWE                             |             |                        |
| Enercon E-101                  | 3      | 2014      | 186 m      | 101 m            | 135 m     | 3050 kW  | VW                              |             |                        |
| Enercon E-82 E2                | 1      | 2014      | 149 m      | 82 m             | 108 m     | 2300 kW  | VW                              |             |                        |
| Enercon E-82                   | 2      | 2007/2008 | 149 m      | 82 m             | 108 m     | 2000 kW  | EWE                             |             |                        |
| Enercon E-66/18.70             | 1      | 2002      | 102 m      | 70 m             | 67 m      | 1800 kW  | EWE                             |             |                        |
| Enercon E-66/15.66             | 39     | 1997–2002 | 100 m      | 66 m             | 67 m      | 1500 kW  | EWE                             |             |                        |
| Tacke TW 500                   | 5      | 1994      | 58 m       | 36 m             | 40 m      | 500 kW   | SWE                             |             | 2005 bis 2020 abgebaut |
| Enercon E-40/5.40              | 5      | 1995      | 68 m       | 40 m             | 48 m      | 500 kW   | SWE                             |             | 2005 bis 2022 abgebaut |
| Tacke TW 1.5i                  | 1      | 2000      | 99,5 m     | 65 m             | 67 m      | 1500 kW  | SWE                             |             | 2009 abgebaut          |

## Kritik
1997 legte eine regionale Umweltgruppe und 1998 der NABU Beschwerde bei der EU-Kommission gegen den Bau des Windparks „Wybelsumer Polder“ ein. Die Kommission forderte im April 2003 die Bundesrepublik Deutschland auf, den „Wybelsumer Polder“ als Vogelschutzgebiet nachzumelden, und stellte das Beschwerdeverfahren 2004 ein.